# Гельмут Сенекович
Гельмут Сенекович (нім. Helmut Senekowitsch; нар. 22 жовтня 1933, Грац — пом. 9 вересня 2007, Клостернойбург) — австрійський футболіст, півзахисник. По завершенні ігрової кар'єри — футбольний тренер.

## Клубна кар'єра
Народився 22 жовтня 1933 року в місті Грац. Вихованець футбольної школи клубу «Штурм» (Грац). Дорослу футбольну кар'єру розпочав 1955 року в основній команді того ж клубу, в якій провів чотири сезони.
Протягом 1959–1961 років захищав кольори клубу «Ферст Вієнна».
Своєю грою за останню команду привернув увагу представників тренерського штабу клубу «Реал Бетіс», до складу якого приєднався 1961 року. Відіграв за клуб з Севільї наступні три сезони своєї ігрової кар'єри.
1964 року перейшов до клубу «Ваккер» (Інсбрук), за який відіграв 7 сезонів. Завершив професійну кар'єру футболіста виступами за команду «Ваккер» (Інсбрук) у 1971 році

## Виступи за збірну
1957 року дебютував в офіційних матчах у складі національної збірної Австрії.
У складі збірної був учасником чемпіонату світу 1958 року у Швеції, на якому зіграв у трьох матчах.
Протягом кар'єри у національній команді, яка тривала 12 років, провів у формі головної команди країни лише 18 матчів, забивши 5 голів.

## Кар'єра тренера
Розпочав тренерську кар'єру відразу ж по завершенні кар'єри гравця, 1971 року, очоливши тренерський штаб клубу ГАК (Грац).
Надалі очолював низку клубів, а також збірну Австрії, яку вивів у фінальну частину чемпіонату світу 1978 року в Аргентині.
Останнім місцем тренерської роботи був клуб «Ферст Вієнна», команду якого Гельмут Сенекович недовго очолював як головний тренер у 1997 році.
Помер 9 вересня 2007 року на 74-му році життя після довготривалої хвороби у місті Клостернойбург.

## Титули та досягнення

### Як гравця
- Чемпіон Австрії (1):

«Ваккер» (Інсбрук): 1970–71
- Володар Кубка Австрії (2):

«Ваккер» (Інсбрук): 1969–70

### Як тренера
- Чемпіон Австрії (1):

«Лінц»: 1973–74
- Володар Кубка Греції (1):

АЕК: 1982–83